# Parafia św. Jacka w Straszynie
Parafia św. Jacka w Straszynie – rzymskokatolicka parafia usytuowana w przy ulicy Poprzecznej w Straszynie w gminie Pruszcz Gdański, obejmująca obszar: Straszyna, Goszyna, Arciszewa oraz niewielką część Borkowa. Wchodzi w skład 
dekanatu Pruszcz Gdański w archidiecezji gdańskiej.

## Proboszczowie
- 1982–1995: ks. prał. mgr lic. Cezary Annusewicz[1]
  - administrator parafii (1982–1986)
- 1995–1997: ks. kan. mgr Wojciech Michalak[2]
- 1997–2024: ks. prał. mgr Ryszard Bugajski[3][4][5]
- od 15 III 2025: ks. mgr Krzysztof Konkol[6][7]